# Midway-atoll zászlaja
A Midway-atoll nem hivatalos zászlaját 2000. május 29-én az emlékezet napján vonták fel először. A zászló kék, fehér és türkiz színű vízszintes trikolórt ábrázol. A felső kék sáv az eget, az alsó türkizkék a környező óceánt, az elválasztó szürke sáv a strandot jelképezi. A felső sávban egy fekete-fehér színnel ábrázolt Laysan-albatrosz száll.
A szigetek hivatalos zászlaja az Amerikai Egyesült Államok zászlaja.